# Колломбен, Ролан
Рола́н Колломбе́н (фр. Roland Collombin; род. 17 февраля 1951, Версежер) — швейцарский горнолыжник, специалист по скоростному спуску. Выступал за сборную Швейцарии по горнолыжному спорту в 1969—1975 годах, серебряный призёр зимних Олимпийских игр в Саппоро, обладатель серебряной медали мирового первенства, победитель восьми этапов Кубка мира, обладатель двух Хрустальных глобусов.

## Биография
Ролан Колломбен родился 17 февраля 1951 года в коммуне Версжер кантона Вале, Швейцария.
Впервые заявил о себе в 1969 году, выиграв домашний чемпионат мира среди юниоров в дисциплине скоростной спуск. Вскоре вошёл в основной состав швейцарской национальной сборной и дебютировал в Кубке мира.
В сезоне 1971/72 вошёл в скоростном спуске в десятку сильнейших на этапах Кубка мира во французском Валь-д’Изере и австрийском Кицбюэле. Благодаря череде удачных выступлений удостоился права защищать честь страны на зимних Олимпийских играх в Саппоро — финишировал здесь вторым и завоевал тем самым серебряную олимпийскую медаль, уступив только титулованному соотечественнику Бернарду Русси. Поскольку здесь также разыгрывалось мировое первенство, дополнительно стал серебряным призёром чемпионата мира.
После Олимпиады Колломбен остался в главной горнолыжной команде Швейцарии и продолжил принимать участие в крупнейших международных соревнованиях. Так, в течение двух последующих лет он являлся безоговорочным лидером в скоростном спуске, в частности в 1973 году сумел выиграть шесть этапов Кубка мира подряд, установив по этому показателю рекорд (в следующем сезоне это достижение превзошёл австриец Франц Кламмер). В общей сложности Колломбен 11 раз поднимался на подиум мирового кубка, в том числе восемь раз победил. Дважды выигрывал общий зачёт скоростного спуска по итогам сезонов. Тем не менее, на домашнем чемпионате мира в Санкт-Морице, где считался явным фаворитом, выступил неудачно — упал во время прохождения спуска и не показал никакого результата (при этом до падения он отставал от победившего австрийца Давида Цвиллинга на 0,45 секунды).
Находясь на пике своей спортивной карьеры, Ролан Колломбен серьёзно повредил позвоночник в результате падения на первом же этапе Кубка мира 1974/75 и в связи с этим вынужден был пропустить все оставшиеся старты сезона. В следующем году он предпринял попытку вернуться в большой спорт, но во время тренировки на том же самом склоне снова упал и получил переломы двух позвонков — оказался на некоторое время парализванным и теперь уже окончательно завершил карьеру спортсмена.
Впоследствии вместе с женой Сарой держал гостевой дом в Версжере. Занимался винным бизнесом, в конце 2014 года открыл бар в коммуне Мартиньи.